# Il bugiardo innamorato
Il bugiardo innamorato è un film del 1984 diretto da Francis Megahy.

## Trama
Tim per avere successo con le donne decide di inventare una personalità completamente nuova.